# Claes Bang
Claes Bang, född 28 april 1967 i Odense, är en dansk skådespelare.
Claes Bang utbildades på Statens Teaterskole under 1996 och debuterade samma år på Børneteatret Skægspire i Odense. Han har sedan medverkat i olika roller på Det Danske Teater, House Teater och Århus teater.
Han har också enmansbandet This is not America vid sidan av skådespeleriet. Han gifte sig i september 2010 med stylisten Lis Louise-Jensen. 

## Filmografi

### Film
- Når mor kommer hjem (1997)
- Under Overfladen (1998)
- Finale (1998)
- Se mig nu (2001)
- Regel #1 (2002)
- Danmarks sjoveste mand (2005)
- Nynne (2005)
- Far til fire gi'r aldrig op (2005)
- En Soap (2006)
- Carls Engle (2006)
- Blå mænd (2008)
- Make My Day (kortfilm) (2008)
- Unga Sophie Bell (2014)
- The Square (2017)
- Diorama (2022)
- Stockholm Bloodbath (2024)
- The Master and Margarita (2024)
- 2024 – Wilhelm Tell

### TV-serier
- TAXA (1997–1999), 5 avsnitt
- Madsen og co. (2000), 1 avsnitt
- Skjulte spor (2000), 1 avsnitt
- Hotellet (2001), 4 avsnitt
- Mordkommissionen (2002), 1 avsnitt
- Nikolaj og Julie (2002), 1 avsnitt
- Langt fra Las Vegas (2002), 1 avsnitt
- Max (2008), 1 avsnitt
- Anna Pihl (2006-2008), samtliga avsnitt
- 2900 Happiness (2008), 9 avsnitt
- Bron (2013)
- Dracula (2020), 3 avsnitt
- 2022 – Bad Sisters (TV-serie)

### Teater
- Ondskaben, Kulturkajen Docken (2009)
- Blekingegade, Husets Teater (2009)
- Glade Dage, Hamlet Scenen I Helsingör (2008)
- Privatliv, Grønnegårds Teatret (2008)
- Gregersen Sagaen, Århus Teater (2008)
- Idioten, Århus Teater (2007)
- Ondskaben, Kanonhalløj Tisvilde (2007)
- Gregersen Sagaen, Århus Teater (2007)
- Den Grønne Elevator, Kanonhalløj Tisvilde (2006)
- Gregersen Sagaen, Faste Forhold, Århus Teater (2006)
- Ondskaben, Århus Teater (2006)
- Nattur, Husets Teater, (2005)
- Gregersen Sagaen, Visse Hensyn, Århus Teater (2005)
- Ondskaben, Folketeatret (2004)
- Hamlet, Kronborg (2004)
- De lærde damer, Ålborg Teater (2004)
- Jorden rundt på 80 dage, Ålborg Teater (2004)
- Skylddrup, Skamdrup, Vamdrup, Ålborg Teater (2003)
- Boblerne i Bækken, Ålborg Teater (2003)
- Købmanden fra Venedig, Ålborg Teater (2003)
- Ondskaben, Ålborg Teater, (2002)
- Kiss me Kate, Ålborg Teater (2002)
- Ondskaben, Ålborg Teater (2002)
- Frun från havet, Ålborg Teater (2002)
- Revisoren, Ålborg Teater (2001)
- Jean de France, Ålborg Teater (2001)
- Dansemus, Århus Teater (2001)
- Vennebogen, Aarhus Teater (2001)
- Håndværkerne, Husets Teater (2000)
- Leg med Ild, Teater Styhr & Kjær (1999)
- La Dispute, Husets Teater (1999)
- Kondylomer, Kaleidoskop (1998)
- Pelleas & Melisande, Kaleidoskop (1997)
- Freden, Det Danske Teater (1997)
- En ren formalitet, Statens Teaterskole (1997)
- Tudseakvariet, Børneteatret Skægspire (1996)

### Musik
- This Is Not America, Claes Bangs musikprojekt